# Jelena Anžujska

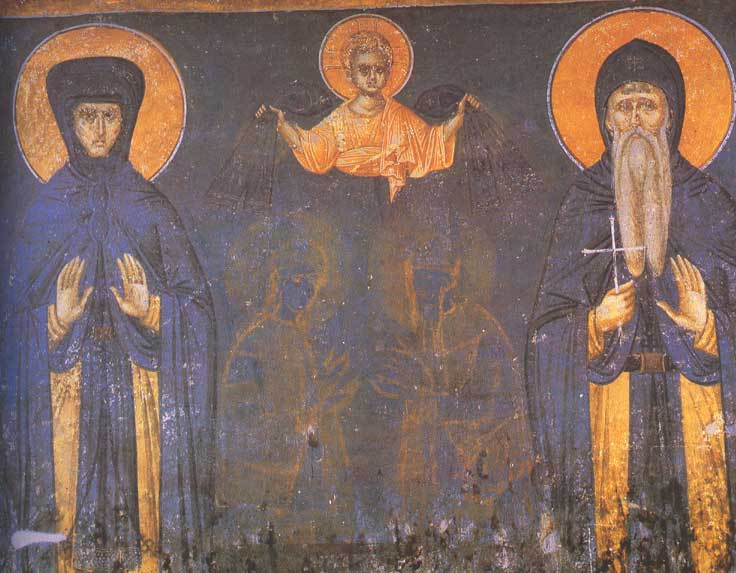
Hélène d'Anjou und ihr Sohn Stefan Uroš II. Milutin, Gračanica, 1321

Jelena Anžujska (serbisch-kyrillisch Јелена Анжујска, französische Namensform: Hélène d’Anjou; * um 1230; † 8. Februar 1314) war eine serbische Königin, Gattin von Stefan Uroš I. und Mutter von Stefan Dragutin und Stefan Uroš II. Milutin.
Helene heiratete Uroš I. um 1245. Ihre Abstammung ist ungewiss, aber ihr Hagiograph Danilo II. erwähnt sie in der Altserbischen Herrscherbiographie („Jelena“, um 1332) als „Französin“, und auch die Anjouviner Karl I. und Karl II. bezeichneten sie in Briefen als Verwandte.
Sie förderte das römisch-katholische Element in der Zeta, worüber sie mit ihrem Mann in Konflikte geriet, und errichtete zahlreiche katholische Kirchen in Kotor, Bar, Ulcinj und Shkodra (Kirche von Shirgj). Nach dem Sturz Uroš’ herrschte sie über die Zeta und Travunien. Während dieser Zeit waren die serbischen Länder unter ihr und ihren Söhnen Dragutin und Milutin aufgeteilt. Jelena wurde später Nonne im St.-Nikolaus-Kloster in Shkodra, wo sie am 8. Februar 1314 starb.
Sie ist die Begründerin der ersten Mädchenschule in Serbien. Ihr Palast und die Schule befanden sich in Brnjaci am Ibar-Fluss (Kosovo). Wie die anderen Mitglieder der Nemanjiden-Dynastie stiftete sie Klöster, darunter ihre Grablege das Kloster Gradac und die Nikolauskirche in Shkodra. In der serbischen Volksüberlieferung wird Jelena zudem mit dem Flieder Zusammenhang gebracht – der Volksüberlieferung zufolge soll sie den Flieder aus Frankreich mitgebracht und in Serbien eingeführt haben. Heute werden in Serbien jährlich die dani jorgovani, die Tage des Flieders, zu ihren Gedenken abgehalten.
Helene wurde von der serbisch-orthodoxen Kirche kanonisiert. Ihr Feiertag fällt auf den 30. Oktober (Julianischer Kalender) / 12. November (Gregorianischer Kalender).
Helene war Förderin des Kultes des Hl. Nikolaus von Myra. Sie stiftete der Nikolauskirche in Bari eine dem Heiligen geweihte Ikone. Eine weitere Ikone mit ihrem Abbild als Stifterin befindet sich im Vatikan.
Der Erzbischof Danilo hat eine Vita über sie verfasst.